# Мергерітешть (комуна)
Мергерітешть, Мергерітешті (рум. Mărgăritești) — комуна у повіті Бузеу в Румунії. До складу комуни входять такі села (дані про населення за 2002 рік):
- Кимпулунджанка (276 осіб)
- Мергерітешть (249 осіб) — адміністративний центр комуни
- Финтинеле (353 особи)

Комуна розташована на відстані 124 км на північний схід від Бухареста, 31 км на північ від Бузеу, 93 км на захід від Галаца, 98 км на схід від Брашова.

## Населення
За даними перепису населення 2002 року у комуні проживали 878 осіб, усі — румуни. Усі жителі комуни рідною мовою назвали румунську. За віросповіданням усі жителі комуни — православні.